# Neoechinorhynchida
Neoechinorhynchida är en ordning av hakmaskar som beskrevs av Ward 1917. Neoechinorhynchida ingår i klassen Eoacanthocephala, fylumet hakmaskar och riket djur. I ordningen Neoechinorhynchida finns 106 arter.
Kladogram enligt Catalogue of Life och Dyntaxa:
| Neoechinorhynchida | \| \| Dendronucleatidae \| \| \| \| \| \| Neoechinorhynchidae \| \| \| \| \| \| Tenuisentidae \| \| \| \| |
|                    | \| \| Dendronucleatidae \| \| \| \| \| \| Neoechinorhynchidae \| \| \| \| \| \| Tenuisentidae \| \| \| \| |
|                    | Gyracanthocephala                                                                                         |
|                    | |
|                    | Dendronucleatidae                                                                                         |
|                    | |
|                    | Neoechinorhynchidae                                                                                       |
|                    | |
|                    | Tenuisentidae                                                                                             |
|                    | |

|  | Dendronucleatidae   |
|  |                     |
|  | Neoechinorhynchidae |
|  |                     |
|  | Tenuisentidae       |
|  |                     |